# La Batllòria
La Batllòria actualment és un poble del municipi de Sant Celoni, al Vallès Oriental situat a sis quilòmetres del centre del municipi. És a l'esquerra avall del riu Tordera, al límit amb els termes municipals de Gualba i Riells i Viabrea. Hi passa la carretera C-35 de Granollers a Maçanet de la Selva. Té estació de tren compartida amb Gualba de la línia Barcelona - Port Bou per Granollers.

## Història
Formava part juntament amb gran part de muntanya de la Baronia de Montnegre al Vescomtat de Cabrera. L'activitat de l'hostal, situat al peu del camí ral, just a mig camí entre Barcelona i Girona, va propiciar el creixement d'un nucli de població que va experimentar un important creixement entre els segles xv i xvi i que avui coneixem com la Batllòria. És probable que el nom vingui d'un dels masos importants del terme Cal Batllori.
El senyor de Montnegre va fer construir una parada o hostal a la Batllòria per poder-ne recollir ingressos, de la mateixa manera que ho van fer els senyors de les viles properes. L'antic hostal de la Batllòria, que l'any 1489 ja funcionava, és conegut com el Ribot, i en el segle xviii era propietat del comte de Darnius.
Poc temps després, els Gualba, els Barons de Montnegre, van decidir construir el seu casal al costat del Ribot, en substitució del castell que habitaven a Sant Martí de Montnegre, destruït durant les guerres de remences. El gran i ambiciós edifici, amb aires de palau, es va bastir entre finals del segle xv i el segle xvi. Amb el casal, la Batllòria es va convertir, a començament del segle xvi, en el centre administratiu del terme del castell de Montnegre. Avui en dia és la seu d'una entitat de recerca, l'Observatori de la Tordera.
Mentrestant, els habitants de la Batllòria van mirar de construir una església pròpia, sota la invocació de la Mare de Déu de l'Esperança: Santa Maria de l'Esperança. Les obres van començar finalment el 1609, i l'any 1867 es va independitzar eclesiàsticament de Sant Martí de Montnegre. El 1941 es va col·locar la figura de la Mare de Déu que presideix l'altar.
Al segle xix amb la nova divisió provincial, el nucli del poble formava el municipi de Montnegre juntament amb altres nuclis de Fuirosos i Sant Martí de Montnegre, els dos a la part de muntanya. Aquesta situació municipal es va mantenir fins al 1927 any en què en el context de la dictadura de Primo de Rivera i interessos de certs vilatans es va fer l'agregació del municipi de Montnegre a Sant Celoni. Com a compensació després de l'annexió, es construïren els safareigs (encara existents en 2014).
Durant el 1937-38 es construiria l'escola antiga encara en ús al costat de la moderna de 1995.
El 1949 s'inaugurà pel mateix dictador insurrecte Francisco Franco acompanyant les noves autoritats la fàbrica INACSA que va ser cor del desenvolupament industrial local durant tot el que restà de segle xx. L'administració durant el franquisme va mantenir al poble un delegat de l'ajuntament de Sant Celoni per nomenament directe.
A partir de la democràcia de 1978, hi ha reivindicació d'infraestructures locals. En 1979 es realitzà l'asfaltat dels carrers que encara eren de terra fora de la carretera vella. Al mateix temps es plantejà un moviment de recuperació de l'acció local. Per això es crea la candidatura d'Independents per La Batllòria que va mantenir sempre un regidor a l'ajuntament de Sant Celoni i es va arribar a plantejar la segregació en 1991 que va ser denegada per la Generalitat de Catalunya. La participació en regidoria es va mantenir fins a 2002. Actualment i des d'el 2003, la singularitat municipal es manté per la participació en l'òrgan del Consell del Poble de La Batllòria a l'Ajuntament de Sant Celoni.

## Demografia
El municipi de Montnegre no va tenir històricament un gran poblament. La part de muntanya de Montnegre es basà en poblament dispers en masos. Sols el nucli de La Batllòria concentrà ja 214 habitants segons el cens de 1857. Durant el segle xx es manté una població estable entre 400-500 habitants. Aquesta situació canvià fortament a l'alliberar terrenys per a la construcció a partir de 1996 passant a doblar la població en els darrers 20 anys. El 2006 s'hi van censar 859 habitants. L'origen dels nous veïns és en gran part procedent de la part de la comarca del Vallès Oriental més pròxima a Barcelona.

## Economia
Tradicionalment el municipi se sustentà en l'agricultura de regadiu de la vall del Tordera i en ramaderia i explotació del bosc (carbó, bruc i fusta) a la muntanya de Montnegre. A partir de 1950 amb la fàbrica Industrias del Acetato de Celulosa S.A. (INACSA) i juntament amb la caiguda de la carboneria pels nous combustibles fòssils, el municipi passa a ser predominantment industrial. El juliol de 2017, Inacsa va ser comprat per al multinacional Eastman Chemical Company. El nombre d'indústries establertes des d'el 1970 al llarg del riu Tordera encara marquen més aquesta cultura industrial. Destaquen la química fina, fibres artificials i productes farmacèutics.

## Cultura i Festes
Les festes majors tenen lloc a l'estiu (quart cap de setmana d'agost) i d'hivern (Mare de Déu de l'Esperança, 18 de desembre). L'associació Unió Batllorienca va tenir un paper important com a organitzadora de les festes i esdeveniments. Fundada el 1922, va construir un nou local amb bar i sala de ball a la carretera vella el 1965 el qual va funcionar fins al 2002. El 2013 s'ha recuperat la Unió Batllorienca com a espai cultural municipal.
Cada any pel mes de maig, se celebra la festa-homenatge a la vellesa amb participació del més grans.
La colla gegantera amb els gegants Roc i Esperança ve d'el 1989. La Batllòria va tenir una ràdio municipal del 1981 a 1983. Ràdio Montnegre .